# イオウイロハシリグモ
イオウイロハシリグモ（硫黄色走蜘蛛、 Dolomedes sulfureus L. Koch, 1878） は、キシダグモ科のクモの1種である。ハシリグモ類ではもっとも普通な種であるが、体色に変異が多く、種の判別には長く混乱があった。

## 概説
大型の徘徊性のクモであり、網を張らずに獲物を捕らえる。水辺から草地、林地まで広く生息する。標準的とされてきたものは全身が黄褐色であり、硫黄色の名はこれにちなむ。ただし身体の両側に白線を持つものもあり、その中にいくつものタイプがある。それらはかつて別種とされていたため、混乱が生じたこともある。しかも、そのような斑紋の別種もいるため、今も判断に困ることがある。
卵嚢は雌が持ち歩き、孵化の前に網を作ってそこにぶら下げる。

## 特徴
日本では大型のクモで、体長は雌で12-26mm、雄では12-18mm。ただし小型なまま成熟する例も見られる。頭胸部はほぼ卵形で、頭部の後方でやや狭まる。前眼列は頭の幅にほぼ等しい。
腹部は楕円形で後方がやや尖る。歩脚は長く頑丈。雄は雌より小柄でやや華奢。
体色には性差はない。幼生はやや明るい色のことが多い。体色のパターンとしては3通りある。
- 明るい褐色の地に暗い褐色の模様があるもの
- 全体に暗い褐色：この2つがイオウイロ型。あるいは前者がコハシリグモ型。
- 暗い褐色の地に、両側を縦走する白い帯があるもの：スジボケ型・スジブト型

### 色彩変異に関して
上記のように、この種の色彩は非常に変異にとむ。だが、これらはかつて別種と考えられていた。この属で日本産の標本を元に記載された種名は20あるのに対して、現在認められているのは11種であるが、無効とされた名の多くはこの種関連のものである。
特に厄介なのは、中央を濃い褐色、側方に縦走する白い帯状斑紋を持つ型であった。この型の斑紋を持つものは、標準と考えられた全身茶色の型とは見かけが違いすぎる。しかも、同じ型の斑紋を持つ明確な別種も存在し、そのような斑紋を持つものが別種であって何の不思議もなかったのだ。ただ、種を分類する際に重視される生殖器の形などでもさほど明確な違いを示せず、これらが同種ではないかとの疑問も上がってはいたようだ。
この時点で、以下のような近縁種が挙がっていた。八木沼健夫による初期の図鑑ではイオウイロ・スジブト・スジボケが図示されていた。
- D. sulfureus　：イオウイロハシリグモ
- D. hercules　：スジボケハシリグモ
- D. angustivfirgustus　：スジボソハシリグモ
- D. pallitarsis　：スジブトハシリグモ
- D. ohsiditia　：オオスジチャハシリグモ

他にイオウイロハシリグモそのものの同物異名がいくつかあるが、それは割愛する。
この問題が大きく方向を変える契機となったのは、中平清の交配と飼育の実験的研究である。彼は八木沼の『イオウイロハシリグモとスジボケハシリグモは同種ではないか』という示唆の元、スジボケハシリグモの持つ卵嚢から孵化した幼生を育て、そこからスジボケ型と共にイオウイロ型の個体を得たのである。更に彼はそれらを野外から採集した個体と交配させ、それらの色彩が個体変異であることを証明した。
このことから再検討が始まり、八木沼は彼の蜘蛛類図鑑の改訂の際に以下のような判断を下した。
- 上記スジボケ・スジボソ・オオスジチャについてはイオウイロの色彩変異の範疇で、同一種であること。
- それまでスジブトとされていたものにはイオウイロの色彩変異個体が含まれているが、スジブトはイオウイロとは別種として存在すること。

ところが21世紀になって改めて見直しが行われた結果、この判断はさらに覆ることになった。その結論は以下の通り。これに関しては、分子系統の情報でも確認されている。
- スジボソは独立種。
- イオウイロのスジボケ型とスジボソに紛れ、隠蔽種となっていたもう1種が発見された。これは D. fotus ババハシリグモと命名された。

ちなみに、その後同様に色彩変異に関わる分類の混乱とその対応が同科の別属であるキシダグモ属のアズマキシダグモに関しても持ち上がった。これについては該当項を参照。

## 分布
日本では北海道、本州、四国、九州から薩南諸島まで分布する。国外では中国と韓国から知られる。

## 生息環境
水辺から草原、林縁の草むらにまで見られ、分布のない琉球列島を除けば日本では本属のものでは「最もよく目につく種」である。韓国でも水田に見られるクモとしては数の多いものである。
日本の同属では、アオグロハシリグモが渓流周辺、スジブトハシリグモが平地の水辺、スジアカハシリグモが山間部森林と生息地の中心がはっきりしているのに対し、この種は広い生息環境に対応している。

## 習性
草や低木の葉の上で待ち伏せしているのを観察されることが多い。刺激を受けると素早く葉裏や草間に逃げる。成体は7-9月に見られる。雌は卵嚢を口にくわえて運ぶが、孵化が近づくと草間に籠上に張った網のようなものを作り、そこに卵嚢をつるす。孵化した幼生はしばらくをその網で過ごす。幼生が分散するまで、雌成体はそばで待機する。

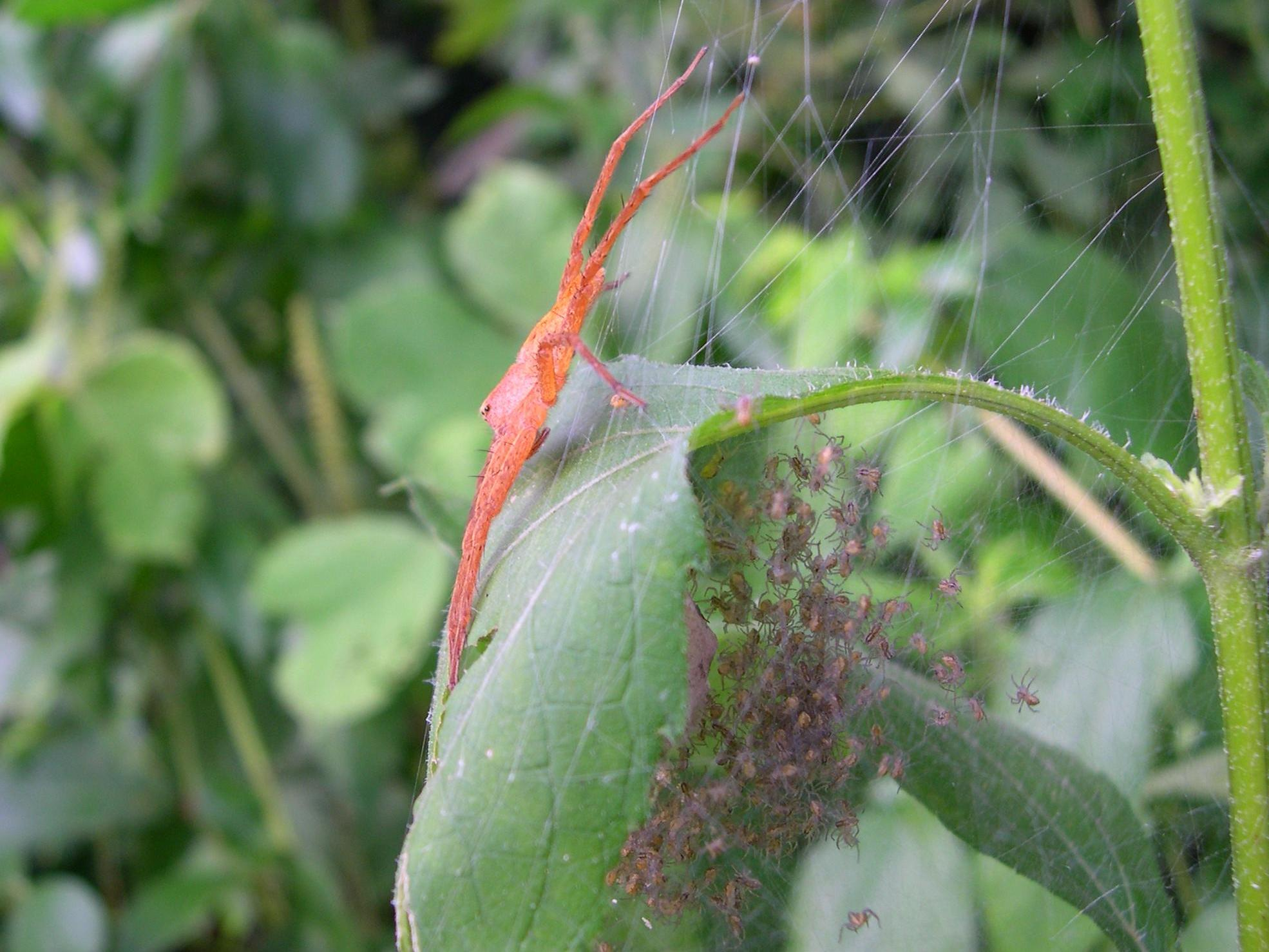
雌グモと孵化した幼生の集団

## 近縁種など
上述のことも含め、この類の分類は混乱が非常に多かった。ただ、イオウイロ型に関しては、類似の別種はない。
問題はスジボケ型で、これによく似た種で、同所的に生息するのは以下の2種である。
- D. fontus Tanikawa & Miyashita 2008：ババハシリグモ
- D. angustivirgatus Kishida, 1936：スジボソハシリグモ

これらは他の2種はイオウイロのスジボケ型にはない中央濃色帯に白点が出ること、歩脚の長さの相対値の違いなどで区別される。この類では一般の完性域クモ類の分類で重視される雄の触肢器官や雌の外雌器の差が少なく、これが混乱を大きくした一因でもある。
さらに、ほぼ同タイプの斑紋を持つのが次の2種である。
- D. saganus Boes. et Str. 1906：スジブトハシリグモ
- D. silvicola Tanikawa et Miyashita 2008：スジアカハシリグモ

前者は中央濃色帯が広くて側方の白帯が狭い。後者はより森林や谷間に出現し、斑紋にもやや差がある。
なお、これらの種はすべて日本本土からせいぜい薩南諸島までの分布を持ち、より南の南西諸島に生息しない。この地域ではそれに代わる種としてヘリジロハシリグモ D. horishanus がある。